# Resolutie 2292 Veiligheidsraad Verenigde Naties
Resolutie 2292 van de Veiligheidsraad van de Verenigde Naties werd op 14 juni 2016 unaniem aangenomen door de VN-Veiligheidsraad, en stond landen verder toe om schepen nabij Libië die ervan verdacht werden het wapenembargo tegen dat land te schenden te inspecteren.
Rusland zou graag zien dat in Libië serieuze veiligheidsdiensten werden opgezet om zelf de problemen op te lossen, maar hierover werd niets gezegd. Volgens het land zat er een verborgen agenda achter de resolutie, waarbij "iemand" de wapentrafieken naar Libië wilde controleren. De Russische vertegenwoordiger zei ook dat "collega's" er alles aan deden om te verzekeren dat de EU-operatie Sophia kon worden uitgebreid, en waarschuwde voor het negeren van de gevolgen van NAVO-acties in de regio.

## Achtergrond
Na de val van het regime van kolonel Qadhafi in 2011 werd een nieuw Algemeen Nationaal Congres verkozen om het land te besturen. De oppositie tegen het door islamisten gedomineerde congres was echter groot. Toen het congres begin 2014 zijn eigen legislatuur verlengde, begon een legergeneraal een militaire campagne. Daarop volgden alsnog verkiezingen en kwam de Raad van Volksvertegenwoordigers aan de macht. De islamisten hadden bij die verkiezingen een zware nederlaag geleden, en bleven vasthouden aan het congres. Milities gelieerd aan beide kampen, islamisten en Islamitische Staat bevochten elkaar, en zo ontstond opnieuw een burgeroorlog.

## Inhoud
Terreurgroepen in Libië associeerden zich steeds vaker met Islamitische Staat, en de instroom van strijders uit het buitenland kon de burgeroorlog in Libië verergeren en bemoeilijken. De vele wapens en munitie die vrij circuleerden waren daarbij een bedreiging. Het expertenpanel dat toezag op de naleving van het wapenembargo rapporteerde dat er geregeld overtredingen waren, ondanks de verscherpte maatregelen. Op 23 mei had de Europese Unie het mandaat van haar EUNAVFOR MED Operatie Sophia met een jaar verlengd. Deze operatie patrouilleerde op de Middellandse Zee, en zag daar onder meer toe op het VN-wapenembargo tegen Libië.
Gezien de omstandigheden kregen landen de toestemming om schepen die van of naar Libië voeren en die ervan verdacht werden wapens te smokkelen op zee te inspecteren. Ze moesten vooraf wel proberen de goedkeuring van de vlaggenstaat te verkrijgen. Als een inspectie verboden goederen opleveren mochten die in beslag genomen en vernietigd, onklaar gemaakt, gestockeerd of overgedragen aan een derde land worden.
Lijst ·  2260 ·  2261 ·  2262 ·  2263 ·  2264 ·  2265 ·  2266 ·  2267 ·  2268 ·  2269 ·  2270 ·  2271 ·  2272 ·  2273 ·  2274 ·  2275 ·  2276 ·  2277 ·  2278 ·  2279 ·  2280 ·  2281 ·  2282 ·  2283 ·  2284 ·  2285 ·  2286 ·  2287 ·  2288 ·  2289 ·  2290 ·  2291 ·  2292 ·  2293 ·  2294 ·  2295 ·  2296 ·  2297 ·  2298 ·  2299 ·  2300 ·  2301 ·  2302 ·  2303 ·  2304 ·  2305 ·  2306 ·  2307 ·  2308 ·  2309 ·  2310 ·  2311 ·  2312 ·  2313 ·  2314 ·  2315 ·  2316 ·  2317 ·  2318 ·  2319 ·  2320 ·  2321 ·  2322 ·  2323 ·  2324 ·  2325 ·  2326 ·  2327 ·  2328 ·  2329 ·  2330 ·  2331 ·  2332 ·  2333 ·  2334 ·  2335 ·  2336